# Alphonse Penven
Alphonse Penven, né le 3 novembre 1913 à Huelgoat où il est mort le 25 janvier 1994, est un homme politique français. Membre du Parti communiste français, il est maire d'Huelgoat de 1945 à 1982, conseiller général du canton d'Huelgoat de 1945 à 1983 et député du Finistère de 1956 à 1958.

## Biographie
Fils de François Penven (1882-1981) et de Marie Anne Coat (1892-1930), cultivateurs à Coat-Mocun en Huelgoat, lieu où il nait le 3 novembre 1913. Il est le second d'une fratrie de sept enfants.
Il travaille comme agriculteur-exploitant après avoir repris l'exploitation de ses parents.
Il adhère à la SFIO en 1936. Mobilisé en 1939 et fait prisonnier en 1940, il s’évade d'un stalag. Pendant l'Occupation allemande, il participe à la Résistance dans les rangs des FTPF et prend son adhésion au Parti communiste clandestin en mai 1944,.
Élu maire d'Huelgoat, puis conseiller général du canton d'Huelgoat en 1945, il devient député du Finistère en 1956. À la Chambre, il appartient à la Commission de l'intérieur le 31 janvier 1956, à celle des pensions le 31 janvier 1957 et celle de l'agriculture le 4 octobre 1957. Il s'intéresse particulièrement aux questions agricoles.
Il décède à son domicile de Coat-Mocun, le 25 février 1994, à l'âge de 80 ans.

## Détail des fonctions et des mandats
Mandat parlementaire
- 2 janvier 1956 - 8 décembre 1958 : Député du Finistère